# Wadla (woreda)
Pour les articles homonymes, voir Wadla.
Wadla est l’un des 105 woredas de la région Amhara, en Éthiopie.